# Брабец, Ярослав
Ярослав Брабец (чеш. Jaroslav Brabec; 27 июля 1949, Литомержице — 20 мая 2018) — чешский легкоатлет, специалист по толканию ядра. Выступал за сборную Чехословакии по лёгкой атлетике на всём протяжении 1970-х годов, чемпион Европы в помещении, победитель и призёр соревнований национального уровня, рекордсмен страны, участник двух летних Олимпийских игр. Также известен как тренер по лёгкой атлетике.

## Биография
Ярослав Брабец родился 27 июля 1949 года в городе Литомержице, позже переехал на постоянное жительство в Прагу, где присоединился к столичному легкоатлетическому клубу «Дукла Прага».
Первого серьёзного успеха в толкании ядра добился в 1971 году, когда одержал победу одновременно на летнем и зимнем первенствах Чехословакии. Попав в основной состав чехословацкой национальной сборной, выступил на чемпионатах Европы в Софии и Хельсинки, где занял 11 и 17 места соответственно.
Год спустя вновь был лучшим на чемпионате Чехословакии, завоевал бронзовую медаль на европейском первенстве в помещении в Гренобле и благодаря череде удачных выступлений удостоился права защищать честь страны на летних Олимпийских играх в Мюнхене — в программе толкания ядра закрыл здесь десятку сильнейших, показав результат 19,86 метра.
В 1973 году Брабец был лучшим на чемпионате Европы в помещении в Роттердаме.
В 1974 году добавил в послужной список бронзовую награду, полученную на европейском первенстве в помещении в Гётеборге, тогда как на летнем чемпионате Европы в Риме стал седьмым.
На чемпионате Европы в помещении 1975 года в Катовице занял в толкании ядра четвёртое место, остановившись в шаге от призовых позиций.
Находясь в числе лидеров легкоатлетической команды Чехословакии, Брабец благополучно прошёл отбор на Олимпийские игры 1976 года в Монреале — на сей раз толкнул ядро на 19,62 метра, расположившись в итоговом протоколе соревнований на 11 строке.
После монреальской Олимпиады Ярослав Брабец остался в основном составе чехословацкой национальной сборной и продолжил принимать участие в крупнейших международных турнирах. Так, в 1978 году он выступил на чемпионате Европы в помещении в Милане и на домашнем чемпионате Европы на открытом стадионе в Праге, где занял шестое и восьмое места соответственно.
В 1979 году показал шестой результат на европейском первенстве в помещении в Вене.
Завершив спортивную карьеру в 1983 году, занялся тренерской деятельностью — работал тренером в легкоатлетической секции пражской «Дуклы», где подготовил многих талантливых атлетов. Среди его воспитанников такие известные чемпионы как Ремигиус Махура, Франтишек Врбка, Роберт Змелик, Владимира Рацкова, Павел Седлачек, Владимир Машка и Ян Железны.
Умер 20 мая 2018 года в возрасте 68 лет.